# Iso Myllylampi
Iso Myllylampi är en sjö i kommunen Vichtis i landskapet Nyland i Finland. Arean är 22 hektar och strandlinjen är 2,72 kilometer lång.  Den  ingår i Karisåns huvudavrinningsområde.  Sjön ligger omkring 42 kilometer väster om Helsingfors. 
I sjön finns ön Hopeasaari. 